# Григоращенко, Анатолий Лукич
Анатолий Лукич Григоращенко (укр. Анатолій Лукич Григоращенко; 28 декабря 1930 год, с. Траповка, Одесская область — 22 сентября 1999 года, г. Жидачев, Львовская область) — машинист бумагоделательной машины Жидачовского картонно-бумажного комбината им 50-летия Великой Октябрьской социалистической революции Министерства целлюлозно-бумажной промышленности СССР, Львовской области, Украинская ССР. Герой Социалистического Труда (1971).
Трудился электросварщиком на строительстве Жидачовского картонно-бумажного комбината. После получения специальности машиниста бумагоделательной машины работал на этом же предприятии. Член КПСС.
В 1960-х годах назначен старшим машинистом бумагоделательной машины. Досрочно выполнил личные социалистические обязательства и производственные задания Восьмой пятилетки (1966—1970). Указом Президиума Верховного Совета СССР от 20 апреля 1971 года «за выдающиеся успехи в выполнении заданий пятилетнего плана, внедрение передовых методов труда и достижение высоких технических и производственных показателей» удостоен звания Героя Социалистического Труда с вручением ордена Ленина и золотой медали «Серп и Молот».
После выхода на пенсию проживал в Жидачове.
Награды
- Герой Социалистического Труда
- Орден Ленина — дважды